# Sanzeno
Sanzeno är en ort och kommun i provinsen Trento i regionen Trentino-Sydtyrolen i Italien. Kommunen hade 925 invånare (2018).